# نیکوپولیس

نیکوپولیس (به یونانی: Νικόπολις) به‌معنای «شهر پیروزی»، شهری باستانی در شمال‌غربی یونان در اپیروس بود که اکتاویان (بعدتر آگوستوس) آن را ۳۱ سال پیش از میلاد مسیح برای گرامی‌داشت یاد و خاطرهٔ پیروزیش بر مارک آنتونی و کلئوپاترا در آکتیوم در ۱ سال قبل بنا نهاد. ویرانه‌های این شهر در نزدیکی پروزای امروزی قرار دارد.